# Белорусская социал-демократическая партия (Народная Грамада)
Белорусская социал-демократическая партия (Народная Грамада́) (бел. Беларуская сацыял-дэмакратычная партыя (Народная Грамада́)) — незарегистрированная белорусская левоцентристская политическая партия. Несмотря на лишение официальной регистрации, пользуется международной поддержкой. Это единственная партия Беларуси, которая входит в Социалистический интернационал в качестве полноправного члена и активно участвует в его работе.

## История партии
БСДП (НГ) продолжает традиции социал-демократии XX столетия и считает себя правопреемницей Белорусской социалистической грамады, члены которой провозгласили в 1918 году Белорусскую Народную Республику. Основана (под названием Белорусская социал-демократическая Грамада) в 1991 году. С 1995 года председателем является Николай Статкевич. в 1996 году, после объединения БСДГ с Партией народного согласия, получила современное название — Белорусская социал-демократическая партия (Народная Грамада). После парламентских выборов в 1996 году партия создала свою фракцию в Верховном Совете, в которую вошло 17 человек.
В 1990-е годы Народная Грамада возглавила несколько десятков[уточнить] многотысячных митингов протестов в защиту демократии и суверенитета. Наиболее массовой акцией протеста был Марш Свободы 1999 года, собравший 20-40 тысяч участников. Во время Марша Свободы происходили столкновения с милицией.
13-17 октября 2004 года состоялись парламентские выборы. БСДП (НГ) входила в «Коалицию демократических центристов». Эти выборы были совмещены с референдумом о снятии ограничения на количество президентских сроков для одного человека. После голосования, прошедшего с многочисленными[уточнить] фальсификациями, руководство Народной Грамады и Европейской коалиции организовало акции протеста.
С 2005 года партия была лишена регистрации. По мнению некоторых аналитиков, по политическим причинам.
В 2007 году была предпринята попытка добиться повторной регистрации БСДП (НГ). Прошёл учредительный съезд партии, где Николай Статкевич был переизбран её председателем. Однако Министерство юстиции не зарегистрировало партию.
В 2010 году партия участвовала в Президентских выборах в Белоруссии (2010), выдвинув Николая Статкевича в качестве кандидата.
В знак протеста против массовых фальсификаций была проведена Акция протеста в Минске 19 декабря 2010 года. Николай Статкевич был задержан спецслужбами и впоследствии осужден на шесть лет лишения свободы.
В период нахождения Николая Статкевича в тюрьме, БСДП (НГ) выдвигала его кандидатом на выборах депутатов Палаты Представителей и Президента Республики Беларусь.
После выхода Николая Статкевича из тюрьмы, создаётся Белорусский Национальный Конгресс с целью консолидации оппозиционных организаций. БНК объединил ряд наиболее последовательных оппозиционных организаций, включая БСДП (Народная Грамада) и членов зарегистрированных партий. Основная задача Белорусского Национального Конгресса — добиться проведения в стране честных демократических выборов.
В 2016 году БСДП (Народная Грамада) и союзники по Белорусскому Национальному Конгрессу возглавили Протесты индивидуальных предпринимателей в Беларуси (2016).
В начале 2017 года — один из наиболее активных участников — Акций протеста в Белоруссии (2017), жёстко подавленных властями.
В марте 2018 года Народная Грамада участвует в организации праздничного шествия, посвященного столетию Белорусской Народной Республики. Шествие было разогнано правоохранительными органами, применялось насилие, в том числе в отношении правозащитников. Среди подвергнувшимся репрессиям были члены БСДП (Народная Грамада).
На 3 июля 2018 года, годовщину освобождения Минска от немецких оккупантов и День Независимости Республики Беларусь, была назначена «Акция освобождения и солидарности». Планировались митинг, возложение цветов на братскую могилу советских солдат и на место захоронения жертв сталинских репрессий, минута молчания. Собрание людей было разогнано, несколько десятков человек задержаны, включая наблюдателей из правозащитной организации «Весна» и журналиста. На следующий день прошёл суд над Николаем Статкевичем. Статкевич отказался участвовать в судебном заседании, заявив: «Позор. Сторонник Гитлера, который называет себя президентом, сажает людей за то, что они возлагают цветы на могилы советских солдат», «я не хочу принимать участие в этом позорном спектакле, когда судят за то, что ты хотел возложить цветы к могиле солдат», «моего деда убили полицаи, я в этом не участвую». Сразу же после освобождения задержанные возложили цветы на могилы советских солдат.
В заявлении Народной Грамады «Беларусь под властью сторонника Гитлера», опубликованном 8 июля, говорится: «режим Лукашенко присвоил себе народную память о войне и использует её в своей пропаганде». По мнению партии, это является «неприкрытым цинизмом», потому что «Лукашенко никогда не скрывал своих симпатий к гитлеризму».
9 июля 2018 года Народная Грамада объявила о создании общественной комиссии по расследованию обстоятельств терактов 3.07.2008 г. и 11.04.2011 г..
Весной 2020 года члены партии проводят предвыборные агитационные пикеты, поддерживающие независимых кандидатов, в том числе Сергея Тихановского.

## Партийная идеология
Основные принципы, положенные в основу идеологии БСДП (Народная Грамада) — это принципы международной социал-демократии: свобода, справедливость и солидарность. Партия защищает интересы простых людей — наемных работников, мелких предпринимателей, пенсионеров, отстаивает права женщин и молодежи. Партия выступает за социальную рыночную экономику, равные права религиозных конфессий и этнических меньшинств, экологический образ жизни и устойчивое развитие.
В качестве основы международной политики Народная Грамада предлагает взять принцип нейтралитета — неучастие в агрессивных военных блоках, дружественные отношения со всеми соседями, включая Российскую Федерацию и страны НАТО.